# 지방도 제799호선
지방도 제799호선은 전북특별자치도 완주군 삼례읍 삼례사거리와 충청남도 공주시 탄천면 삼각삼거리를 잇는 전북특별자치도의 지방도이다. 전북특별자치도의 지방도이지만 전체 구간의 절반은 충청남도에 속하여 충청남도에서 관리하는 것이 특징이며, 삼례 나들목, 익산 나들목과 연결되어 호남고속도로를 이용할 수 있다.

## 연혁
- 2003년 2월 20일 : 충청남도 구간 지방도 노선 폐지 및 재지정[2]
- 2004년 9월 20일 : 석성우회도로(충청남도 부여군 석성면 증산리) 2.04km 구간 개통[3]
- 2009년 7월 10일 : 삼례IC ~ 삼례간 도로(완주군 삼례읍 삼례리) 1.18km 구간 확장 개통[4]
- 2012년 7월 1일 : 충청남도 구간 지방도 노선 조정[5]
- 2016년 3월 18일 : 어량교(익산시 망성면 장선리 ~ 무형리) 540m 구간 개량 개통, 기존 600m 구간 폐지[6]

## 주요 경유지

### 전북특별자치도
- 완주군
  - 삼례읍 삼례사거리 - 완주우체국 - 완주청소년수련관 - 삼례 나들목 (삼례IC사거리) - 완주군보건소, 삼례도서관 - 완주군공설운동장 - 별산교 - 수계리
  - 봉동읍 완주산단사거리 - 청완초등학교 - 고천리 - 서두삼거리 - 봉동사거리 (봉동읍 행정복지센터) - 은하교 - 은하리 - 완주종합복지관 - 9군단삼거리 - 공단삼거리 (완주산업단지) - 둔산교 - 제내리 - 익산 나들목

- 익산시
  - 왕궁면 익산 나들목 - 용남삼거리 - 익산보석박물관 - 왕궁저수지 - 동봉2교 - 동봉교 - 동봉리
  - 여산면 연명 교차로 - 원수리 - 호산삼거리 - 신리교 - 교창삼거리 - 여산파출소 - 여산교 - (여산IC교) - 두여삼거리 - 두여리 - 진기삼거리
  - 망성면 내촌리 - 성남초등학교 (폐교) - 어랑교 - 망성초등학교 - 장선리 - 신리삼거리 - 망성면 행정복지센터 - 신작리

### 충청남도
- 논산시
  - 강경읍 채산리 - 채산건널목 - (금강마트) - 대전지방법원,대전가정법원 논산지원, 대전지방검찰청 논산지청 - 대흥시장 - 강경역입구 - 강경시외버스터미널 - 논산경찰서, 강경읍사무소 - 한국전력공사 논산지사 - 강경우체국 - (문화사진관) - 서창리 - 홍교리 - 동흥리 - 하강경교
  - 채운면 하강경교 - 강경대교
  - 성동면 강경대교 - 개척리 - 궁포교 - 병촌리 - 우곤리 - 동성교

- 부여군
  - 석성면 동성교 - 비당리 - 석성리 - 현내교 - 현내리 - 석성 교차로 - 석성중학교앞 - 문화마을사거리 - 십자교 - 신십자거리 - 십자사거리 - 증산교
  - 초촌면 응평리 - 태극제약 - 세탑교 - 세탑리 - 장고개

- 공주시
  - 탄천면 장고개 - 남산2교 - 남산1교 - 남산리 - 덕지리 - 진고개삼거리 - 진고개 - 삼각리 - 삼각삼거리

## 중복 구간
- 익산시 여산면 연명 교차로 ~ 원수리 : 국도 제1호선과 중복
- 공주시 탄천면 진고개삼거리 ~ 삼각삼거리 : 지방도 제645호선과 중복

## 도로명
전북특별자치도
- 완주군 삼례읍 삼례사거리 ~ 봉동읍 봉동사거리 : 삼봉로
- 완주군 봉동읍 봉동사거리 ~ 익산시 왕궁면 용남삼거리 : 봉동로
- 익산시 왕궁면 용남삼거리 ~ 여산면 연명 교차로 : 호반로
- 익산시 여산면 연명 교차로 ~ 원수리 : 호남로
- 익산시 여산면 원수리 ~ 여산파출소 : 가람로
- 익산시 여산면 여산파출소 ~ 망성면 신작리 : 여강로

충청남도
- 논산시 강경읍 채산리 ~ (금강마트) : 여강로
- 논산시 강경읍 (금강마트) ~ 한국전력공사 논산지사 : 계백로
- 논산시 강경읍 한국전력공사 논산지사 ~ (문화사진관) : 계백로167번길
- 논산시 강경읍 (문화사진관) ~ 공주시 탄천면 삼각삼거리 : 금백로